# Zoltan Korda
Zoltan Korda (Pusztatúrpásztó, Túrkeve, Imperio austrohúngaro, 3 de junio de 1895 - Hollywood, 13 de octubre de 1961) fue un guionista, productor y director de cine británico de origen húngaro. Su auténtico nombre era Zoltán Kellner (Kellner Zoltán, según el orden húngaro), y era el hermano mediano de otros cineastas, Alexander Korda (también director y productor) y Vincent Korda (decorador). Es recordado con uno de los grandes nombres del cine clásico de aventuras, siendo el autor de obras como Las cuatro plumas (1939), El libro de la selva (1942) o Sahara (1943). Muchas de sus películas tenían por marco un conflicto militar (él mismo era un exoficial de caballería) y muchas veces eran filmados en decorados naturales en África o la India. Siendo una persona con una gran conciencia social, sus proyectos muchas veces reflejan esta perspectiva cuando tratan de los pueblos indígenas bajo el Imperio Británico.

## Biografía
Korda nació en Pusztatúrpásztó (Túrkeve), en la provincia de Jász-Nagykun-Szolnok de la actual Hungría. Participó en la Primera Guerra Mundial y, como sus hermanos, comenzó su carrera cinematográfica a su tierra natal, donde hizo dos películas mudas (y una tercera en Alemania). En 1930, los hermanos Korda emigraron al Reino Unido, donde fundaron en 1932 la compañía de producción London Films. En Inglaterra Korda realizó sus primeras películas sonoras, Men of Tomorrow (1932) y Sanders of the River (1935). Esta última tuvo una muy buena acogida y significó la primera de les cuatro nominaciones a la mejor película que Korda obtuvo de la Mostra de Venecia. Korda y Robert Flaherty ganaron el premio al mejor director de este mismo festival con Sabu - Toomai, el de los elefantes (1937).
En 1939 filmó Las cuatro plumas, una de las obras más importantes de su carrera. La película fue nominada a la Palma de Oro del Festival Internacional de Cine de Cannes de 1939 y en 2002 fue presentada de nuevo por comité del festival en una retrospectiva.
En 1940, Zoltan Korda se reunió con su hermano Alexander en Hollywood, donde trabajó para la United Artists. Allí fue el productor ejecutivo de The Thief of Bagdad y aún dirigió siete películas, entre ellos éxitos como Sahara (1943) y A Woman's Vengeance (1947). Muy afectado por una tuberculosis, se tuvo que retirar en 1955. Korda se casó con Joan Gardner hasta su muerte en 1961.

## Filmografía

### Guionista
- Women Everywhere (1930)

### Director
- Men of Tomorrow (1932)
- Sanders of the River (1935)
- Sabu - Toomai, el de los elefantes (Elephant Boy) (1937)
- Revuelta en la India (The Drum) (1938)
- Las cuatro plumas (The Four Feathers) (1939)
- El libro de la selva (Jungle Book) (1942)
- Sahara (1943)
- Contraataque (Counter-Attack) (1945)
- Venganza de mujer (A Woman's Vengeance) (1948)
- Pasión en la selva (The Macomber Affair) (1947)
- Tierra prometida (Cry, the Beloved Country) (1951)
- Tempestad sobre el Nilo (Storm Over the Nile) (1955)

## Premios y distinciones
Festival Internacional de Cine de Venecia
| Año  | Categoría      | Película                         | Resultado |
| ---- | -------------- | -------------------------------- | --------- |
| 1937 | Mejor Director | Sabu-Toomai, el de los elefantes | Ganador   |

Festival Internacional de Cine de Berlín
| Año  | Categoría     | Película         | Resultado |
| ---- | ------------- | ---------------- | --------- |
| 1952 | Oso de Bronce | Tierra prometida | Ganador   |